# Эрдекан
Эрдекан (перс. اردکان‎) — второй по величине город в провинции Йезд, центральный Иран. Административный центр шахрестана Эрдекан. В 2006 г. население города насчитывало 54,157 человек. Важный религиозный центр зороастризма.
Слово Эрдекан (Ардакан) в переводе с персидского означает «священное место» или «чистое место». В городе имеется много исторических достопримечательностей таких например, как Большая мечеть Эрдекана (Masjed-e Jame’), Zire-deh Mosque, Emam-Zadeh Mir Seyyed Mohammad и Tekyeh Bazar, а также многие другие.
Окрестности города является значимым местом для верующих. Здесь много святых мест и каждое лето тысячи зороастрийцев со всего мира приезжают сюда на паломничество.
Самая знаменитая гробница называется Pir-e Sabz Chek Chek. Другие святые места находятся в Pir Shah Eshtad Izad, Pir Shah Tashtar Izad, Pir Shah Mehr Izad и Pir Shah Morad.
Эрдекан — родина бывшего президента Ирана Мохаммада Хатами.